# Andrzej Madejczyk
Andrzej Madejczyk vel Stefan Walecki, Adi Schultz, Joachim Peltz, Otto Müller; kryptonim Karol, Lakar, Madera, Mandy (ur. 27 lipca 1929, zm. 12 listopada 1994) – polski agent wywiadu działający w państwach Europy Zachodniej, z zawodu ekonomista i analityk gospodarczy.

## Życiorys
Andrzej Madejczyk urodził się i wychował w Piotrkowie Trybunalskim. W 1952 roku ukończył Wyższą Szkołę Ekonomiczną we Wrocławiu. Po studiach pracował w Warszawie. Będąc działaczem AZS dopuścił się przestępstw gospodarczych. Wystawiał zawyżone i fikcyjne rachunki za wykonanie prac budowlanych. Za popełnione czyny w 1958 roku skazano go na pięć lat więzienia. Wyrok odbywał w areszcie śledczym Warszawa-Mokotów. Z uwagi na dobre zachowanie i wysoką kulturę osobistą pełnił w czasie odbywania kary funkcję instruktora kulturalno-oświatowego. Został także tajnym współpracownikiem Służby Więziennej. 
W 1959 roku został współwięźniem w celi Ericha Kocha, skazanego za zbrodnie wojenne na karę śmierci. Madejczyk miał zadanie zapobiec jego ewentualnemu samobójstwu, pomagać mu w codziennym funkcjonowaniu w polskim więzieniu i informować strażników o życiu skazanego. W ciągu kilku miesięcy udało mu się nawiązać przyjacielskie relacje z byłym gauleiterem Prus Wschodnich, a przede wszystkim zostać depozytariuszem jego listów i notatek. Uzyskane dokumenty przekazał następnie Służbie Bezpieczeństwa.
Po wyjściu z aresztu Andrzej Madejczyk, z uwagi na posiadaną wiedzę i prośbę Ericha Kocha o przekazanie dokumentów żonie, został zwerbowany przez MSW do pracy wywiadowczej i wysłany do Republiki Federalnej Niemiec. Jego misją było skontaktowanie się z rodziną Ericha Kocha i wykorzystanie tej znajomości do infiltracji środowiska byłych nazistów, przesiedleńców i stowarzyszeń ziomkowstwa w Niemczech. Innym z pośrednich celów było ponadto ustalenie miejsca przechowywania depozytów pochodzących z grabieży dóbr kultury w okresie II wojny światowej, a przede wszystkim Bursztynowej Komnaty.
W 1963 roku Andrzej Madejczyk z fałszywą tożsamością, przez Danię, dotarł do RFN. Zgłosił się do odpowiedniej komórki wywiadowczej MSW w Bonn, a następnie po otrzymaniu instrukcji do ośrodka dla uchodźców w Zirndorf, gdzie był sprawdzany przez służby niemieckie i amerykańskie. Wcześniejsza znajomość z Erichem Kochem zapewniła mu szybkie opuszczenie obozu. Zgodnie z przewidywaniami poręczyła za niego i zaopiekowała się nim rodzina Kocha. Z biegiem czasu utracił on jednak ich zaufanie i wsparcie. Jako nielegał osiadł w Nadrenii. Rozpoczął układanie sobie życia prywatnego i zawodowego. Ożenił się z Rosemarie Schnorr. Dzięki małżeństwu z Niemką uzyskał obywatelstwo. Pracował jako analityk gospodarczy w Kolonii. 
W 1966 roku podczas wizyty w Jugosławii, na spotkaniu instruktażowym, otrzymał rozkaz do działania. Od tego czasu związał swoją działalność szpiegowską i dywersyjną z polskim środowiskiem emigracyjnym. Początkowo szukał kontaktów informacyjnych w Związku Polskich Uchodźców w Niemczech. Już podczas pobytu w obozie poprzez tę organizację starał się o azyl polityczny. Następnie podjął pracę w jego strukturach. Prowadził biuro ZPU w Düsseldorfie. Działał na rzecz wywołania podziałów wśród członków stowarzyszenia. 
W 1969 roku pozwolił zbliżyć się do siebie Federalnej Służbie Wywiadu i za zgodą MSW został do niej zwerbowany jako podwójny agent. Pracę dla BND skupił na zdobywaniu informacji dotyczących polskiej diaspory w Europie Zachodniej, a także dla zbliżenia się do znaczących osobistości Kościoła katolickiego w RFN. Kontakty z polskimi księżmi, a zwłaszcza członkami Polskiej Misji Katolickiej w Niemczech dały mu w przyszłości możliwość dotarcia do Watykanu i zbierania informacji na temat polityki Stolicy Apostolskiej.
Madejczyk był odpowiedzialny za zbieranie materiałów obciążających lub dyskredytujących dziennikarzy sekcji polskiej RWE. M.in. Jana Nowaka Jeziorańskiego i Zdzisława Najdera. Prowadził również działania przeciwko politykom emigracyjnych partii politycznych, a zwłaszcza Stronnictwa Pracy. Zwerbował do współpracy członka KPN, Macieja Pstrąg-Bieleńskiego. Był zaangażowany rozpracowywanie środowiska związanego z miesięcznikiem Kultura i Instytutem Literackim w Paryżu.
Posiadał jednak przede wszystkim cenne z punktu widzenia wywiadu polskiego kontakty w środowisku Kościoła rzymskokatolickiego. Dzięki m.in. Dominikowi Morawskiemu i Juliuszowi Januszowi zyskał znajomości wśród polskich duchownych w Rzymie, a zwłaszcza z otoczenia papieża Jana Pawła II. Do jego głównych watykańskich informatorów należeli Konrad Hejmo i Bogumił Lewandowski.
Pod koniec życia został felietonistą tygodnika NIE. Zmarł na chorobę nowotworową w 1994 roku. Pochowany został na cmentarzu Friedhof Bocklemünd w Kolonii.